# 陳英
陳英（1433年—？），字朝彥，江西臨江府新淦縣人，明朝政治人物。進士出身。

## 生平
天順三年（1459年）舉己卯科江西鄉試第五十七名。天順八年（1464年）甲申科會試第一百七十七名，殿試登進士第三甲第二十九名。

## 家族
曾祖父陳文信。祖父陳世望。父亲陳孟軾。